# Scarodytes
Scarodytes is een geslacht van kevers uit de familie  waterroofkevers (Dytiscidae).
Het geslacht is voor het eerst wetenschappelijk beschreven in 1914 door Gozis.

## Soorten
Het geslacht omvat de volgende soorten:
- Scarodytes halensis (Fabricius, 1787)
- Scarodytes malickyi Wewalka, 1977
- Scarodytes margaliti Wewalka, 1977
- Scarodytes nigriventris (Zimmermann, 1919)
- Scarodytes pederzanii Angelini, 1973
- Scarodytes ruffoi Franciscolo, 1961
- Scarodytes savinensis (Zimmermann, 1933)